# Aerodrom

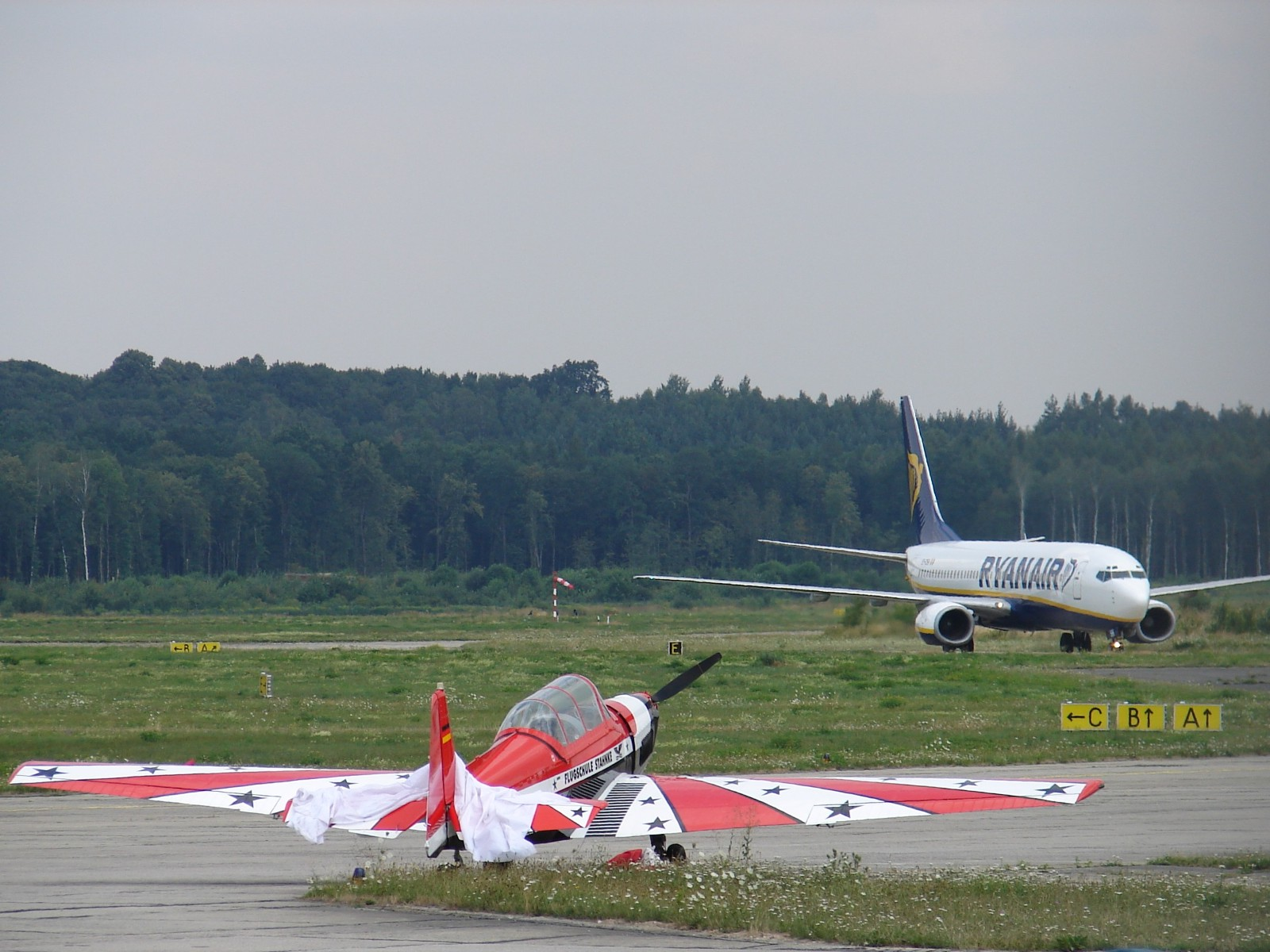
Aerodromul Leipzig-Altenburg

Aerodromul este o suprafață de teren plană, pe ale cărei direcții de acces nu există obstacole naturale, amenajată pentru decolarea și aterizarea avioanelor.
Este dotat cu infrastructură și instalații speciale care asigură desfășurarea acțiunilor de zbor, precum și pentru asistența tehnică a avioanelor existente pe acesta.
Pistele de decolare-aterizare sunt din beton, metal sau mase plastice speciale, consolidate și utilate cu instalații de aterizare și zbor instrumental, cu mijloace de transmisiuni și de asigurare terestră a navigației aeriene.

## Tipuri de aerodromuri

### Aeroport
Un aeroport este un aerodrom certificat pentru zboruri comerciale.

### Bază aeriană
O bază aeriană este un aerodrom cu facilități semnificative pentru a sprijini avioanele și echipajul. Termenul este de obicei rezervat bazelor militare, dar se aplică și bazelor de hidroavione civile.

### Pistă de aterizare
O pistă de aterizare este un mic aerodrom care constă doar dintr-o pistă probabil cu echipament de alimentare. Ele sunt, în general, în locații îndepărtate. În timpul celui de-al doilea război mondial, au fost construite numeroase astfel de piste (în prezent abandonate) pe sute de insule din Oceanul Pacific. 
Un teren avansat de aterizare, era o pistă temporară utilizată de aliați până la, și în timpul invaziei din Normandia și acestea au fost construite atât în Marea Britanie, cât și pe continent.

### Aerodrom pe apă
Un aerodrom de apă este o zonă de apă deschisă folosită în mod regulat de hidroavioane sau de aeronave amfibiene pentru aterizare și decolare. Acesta poate (de exemplu, Aerodromul de apă din Yellowknife) să aibă o clădire terminală pe uscat și / sau un loc unde avionul poate ajunge pe țărm și se poate ateriza ca o barcă pentru încărcare și descărcare.